# Lőwy Mór (csillagász)
Lőwy Mór (Löwy, Loewy Maurice) (Bazin, 1833. április 15. – Párizs, 1907. október 15.) magyar születésű francia csillagász, matematikus, fényképész. A párizsi Nemzeti Obszervatórium igazgatója.

## Élete
Tanulmányait Bécsben végezte, ahol megkezdte tudományos pályafutását. Főként üstökös pályaszámításokkal tűnt ki. 1860-ban U. J. J. Leverrier meghívására Párizsba ment, ahol a "Hosszúságmérési Hivatal" (Bureau des Longitudes; földrajzi hivatal) munkatársa lett. 1878-ban a Nemzeti Obszervatórium (Observatoire National) aligazgatója, majd 1896-tól igazgatója volt. Az égbolt nagy fotografikus térképező munkájának központi irányítója. Különösen a gyakorlati csillagászat és az észlelőeszközök foglalkoztatták, több franciaországi nagy teleszkóp tervezője. Az ún. "könyöktávcső" (coude-refraktor) kidolgozója.
A párizsi Obszervatórium nagy coude-távcsövén, munkatársával, Pierre Henry Puiseux-val (1855-1925), mintegy 6000 holdfénykép felhasználásával elkészítették a Hold nagyszabású fotografikus térképét (Atlas Photographique de la Lune, 1896-1910).

## Elismerései
- Az angol Királyi Csillagászati Társaság aranyéremmel honorálta
- Francia Becsületrend tiszti keresztje
- Róla nevezték el a 12897. számú kisbolygót
- Nevét egy holdkráter őrzi.

## Külső hivatkozások
- Tudósnaptár